# ジョン・リンジー (第19代クロフォード伯爵)
第19代クロフォード伯爵ジョン・リンジー（英語: John Lindsay, 19th Earl of Crawford PC、1672年以前 – 1714年1月4日）は、スコットランド貴族、軍人、政治家。1707年合同法を支持し、グレートブリテン王国の成立以降はスコットランド貴族代表議員（在任：1707年 – 1710年）を務めた。

## 生涯
第18代クロフォード伯爵ウィリアム・リンジーと1人目の妻メアリー・ジョンストン（Mary Johnstone、1652年1月31日 – 1681年4月8日、初代アナンデイル＝ハートフェル伯爵ジェイムズ・ジョンストンの娘）の息子として、1672年までに生まれた。
1698年3月6日に父が死去すると、クロフォード伯爵とリンジー伯爵位を継承、1702年にスコットランド枢密院の枢密顧問官に任命された。
軍人としては1703年に准将、1707年に少将、1710年に中将に昇進したほか、1704年から1714年までホースグレナディアガーズ第2連隊隊長を務めた。
1707年合同法を支持し、グレートブリテン王国の成立以降は1707年から1710年までスコットランド貴族代表議員を務めた。
1714年1月4日に死去、息子ジョンが爵位を継承した。

## 家族
1702年までにエミリア・ステュアート（Emilia Stewart、1711年2月18日没、第5代マリ伯爵アレクサンダー・ステュアートの息子ジェイムズの娘）と結婚、2男2女をもうけた。
- ジョン（1702年 – 1749年） - 第20代クロフォード伯爵
- ウィリアム（1705年4月3日洗礼 – 1755年5月1日以前）
- キャサリン（1768年2月28日没） - ジョン・ウィームズ（John Wemyss、1786年1月没）と結婚
- メアリー（1706年9月24日洗礼 – ?） - ドゥーガル・キャンベル（Dougal Campbell）と結婚、子供あり